# 63129 Courtemanche
63129 Courtemanche este un asteroid din centura principală de asteroizi.

## Descriere
63129 Courtemanche este un asteroid din centura principală de asteroizi. A fost descoperit pe 30 noiembrie 2000 la Gnosca de Stefano Sposetti. Asteroidul prezintă o orbită caracterizată de o semiaxă mare de 2,89 ua, o excentricitate de 0,05 și o înclinație de 3,3° în raport cu ecliptica.